# Lillian Rosanoff Lieber

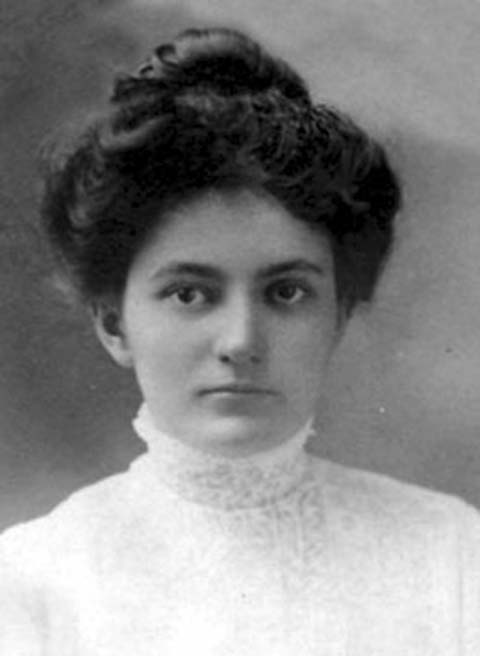
Lillian R. Lieber

 Lillian Rosanoff Lieber (* 26. Juli 1886 in Mykolajiw, Russisches Reich; † 11. Juli 1986 in Queens, New York (Bundesstaat), USA) war eine russisch-amerikanische Mathematikerin, Autorin und Hochschullehrerin. Sie war Professorin für Mathematik an der Long Island University (LIU).

## Leben und Werk
Lieber war eines von vier Kindern von Clara (Bercinskaya) Rosanoff und Abraham H. Rosanoff. Ihre Brüder waren der Denver-Verleger Joseph Rosenberg, der Psychiater Aaron Rosanoff und der Chemiker Martin André Rosanoff. Lieber zog 1891 mit ihrer Familie in die USA. Sie erhielt 1908 ihren Bachelor-Abschluss am Barnard College, 1911 ihren Master of Arts an der Columbia University und promovierte 1914 in Chemie an der Clark University unter der Leitung von ihrem Bruder Martin. Am 27. Oktober 1926 heiratete sie den Mathematiker Hugh Gray Lieber.
Nachdem sie von 1908 bis 1910 am Hunter College und am New Yorker High-School-System unterrichtet hatte, war sie von 1915 bis 1917 Research Fellow am Bryn Mawr College. Anschließend unterrichtete sie von 1917 bis 1918 am Wells College als Instructor of Physics und war dort Leiterin der Physikabteilung. Von 1918 bis 1920 war sie am Connecticut College for Women tätig. 1934 trat sie in die Fakultät für Mathematik an der Long Island University in Brooklyn ein, wurde 1945 Lehrstuhlinhaberin als Nachfolgerin von Hugh und 1947 zur ordentlichen Professorin ernannt. 1934 wurde sie zur Direktorin des Galois Institute of Mathematics, dem späteren Galois Institute of Mathematics and Art der LIU ernannt. Derzeit gibt es kaum Nachweise des Galois-Instituts im Internet, außer als Herausgeber einiger mathematisch-naturwissenschaftlicher Bücher in der ersten Hälfte des 20. Jahrhunderts (Galois Institute Press). Lieber gab mehrere Bände von Galois-Vorträgen heraus, darunter A Practical Simplification of the Method of Least Squares.
Obwohl Lieber 1954 an der Long Island University in den Ruhestand ging, schrieb und veröffentlichte sie weiterhin bis in die 1960er Jahre. Sie starb in Queens nur wenige Wochen vor ihrem 100. Geburtstag.

## Veröffentlichungen (Auswahl)
Lieber veröffentlichte 17 Bücher, die in einem einzigartigen, freien Vers-Stil geschrieben waren und mit skurrilen Strichzeichnungen von ihrem Ehemann illustriert wurden. Ihre leicht zugänglichen Schriften wurden von Albert Einstein, Cassius Keyser, Eric Temple Bell und S. I. Hayakawa gelobt.
Obwohl ihre Werke großen Einfluss hatten, einschließlich einer speziellen Taschenbuchausgabe von The Education of TC MIT, die während des Zweiten Weltkriegs an das US-Militär verteilt wurde, blieben sie jahrzehntelang vergriffen.
TC MITS ist ein Akronym für The Celebrated Man In The Street, eine Figur, durch die Lieber versuchte, komplexe Ideen in Mathematik und Physik der breiten Öffentlichkeit zugänglich zu machen. Der Charakter des MITS stand im Mittelpunkt von Liebers populärem Bildungsansatz.
- 1931: Non-Euclidean Geometry, Academy Press.
- 1932: Galois and the Theory of Groups. Science Press Printing Company, Lancaster, PA.
- 1936: The Einstein Theory of Relativity. Science Press Printing Company, Lancaster, PA.
- 1940: Non-Euclidean Geometry; or, Three Moons in Mathesis.  Science Press Printing Company, Lancaster, PA.
- 1942: The Education of T. C. MITS. Galois Institute of Mathematics and Art, Brooklyn, NY.
- 1944: The Education of T. C. MITS.  W. W. Norton & Company, NY.
- 1945: The Einstein theory of Relativity.  Farrar & Rinehart, NY & Toronto.
- 1946: Modern Mathematics for T. C. Mits, The Celebrated Man in the Street. G. Allen & Unwin Ltd, London.
- 1946: Take a Number: Mathematics for the Two Billion. The Jacques Cattell Press, Lancaster, PA.
- 1947: Mits, Wits and Logic. W. W. Norton & Company, NY.
- 1949: The Einstein Theory of Relativity. D. Dobson, London.
- 1953: Infinity: Beyond the Beyond the Beyond. Paul Dry Books, Rinehart, NY.
- 1954: Mits, Wits, and Logic. Galois Institute of Mathematics and Art, Brooklyn, NY.
- 1955: Modern mathematics for scientists and engineers ; Boolean algebra. Galois Institute of Mathematics and Art, Brooklyn, NY.
- 1956: Human Values of Modern Mathematics a Book of Essays. Galois Institute of Mathematics and Art, Brooklyn, NY.[3]
- 1959: Lattice Theory: The Atomic Age in Mathematics.  Galois Institute of Mathematics and Art, Brooklyn, NY.
- 1960: Mits, Wits, and Logic. W. W. Norton & Company, NY.
- 1961: Human Values and Science, Art and Mathematics. W. W. Norton & Company, NY.
- 1961: Galois and the Theory of Groups: A Bright Star in Mathesis. Galois Institute of Mathematics and Art, Brooklyn, NY.
- 1963: Mathematics: First S-t-e-p-s. F. Watts, NY.
- 2007: The Education of T. C. MITS: What Modern Mathematics Means to You. Paul Dry Books, Philadelphia, PA.